# Richard Bleiler
Richard James Bleiler, né en 1959 aux États-Unis, est un bibliographe américain spécialisé dans la littérature de science-fiction, de fantasy, d'horreur, de fiction criminelle et d'aventure. Il est également bibliothécaire universitaire.

## Biographie
Fils du célèbre bibliographe et éditeur Everett F. Bleiler, Richard Bleiler s’est principalement illustré dans le domaine de la bibliographie littéraire, notamment en coécrivant avec son père plusieurs ouvrages de référence sur la science-fiction ancienne.
Depuis 1994, il travaille à l'université du Connecticut, où il a été nommé bibliothécaire de référence et responsable des collections pour les sciences humaines à la bibliothèque Homer Babbidge. En 2024, il y exerce toujours en tant que bibliothécaire des collections et des sciences humaines.
Il a été nommé pour le Bram Stoker Award for Best Non-Fiction en 2002, et a été finaliste du Munsey Award de 2019 à 2022. Il remporte ce dernier prix en 2023, récompensant « une personne ou organisation ayant contribué de manière significative à la communauté pulp ».

## Travaux et bibliographie
Richard Bleiler est reconnu pour ses travaux de recherche et de documentation sur la littérature de genre, en particulier la littérature populaire des XIXe siècle et XXe siècle. Il a notamment publié des index détaillés de magazines pulp historiques.

### Ouvrages
- Richard Bleiler, The Index to Adventure Magazine, Mercer Island, Starmont House, 1990
- Everett F. Bleiler et Richard Bleiler, Science-Fiction: The Early Years, Kent, Kent State University Press, 1990
- Richard Bleiler, The Annotated Index to The Thrill Book, San Bernardino, Borgo Press, 1991
- Everett F. Bleiler et Richard Bleiler, Science-Fiction: The Gernsback Years, Kent, Kent State University Press, 1998
- Richard Bleiler, Science Fiction Writers: Critical Studies of the Major Authors from the Early Nineteenth Century to the Present Day, New York, Scribner’s, 1999
- Richard Bleiler, Reference Guide to Mystery and Detective Fiction, Englewood, Libraries Unlimited, 1999
- Richard Bleiler, Supernatural Fiction Writers: Contemporary Fantasy and Horror, New York, Charles Scribner’s Sons, 2003
- Richard Bleiler, Reference and Research Guide to Mystery and Detective Fiction, Englewood, Libraries Unlimited, 2004
- Political Future Fiction: Speculative and Counter-Factual Politics in Edwardian Fiction – Empire of the Future, vol. 1, Londres, Pickering & Chatto, 2013
- Richard Bleiler, The Strange Case of the Angels of Mons: Arthur Machen’s World War I Story, the Insistent Believers, and His Refutations, Jefferson, McFarland, 2015